# Richard von Perger
Richard von Perger (Viena, 10 de gener de 1854 - 11 de gener de 1911) fou un director d'orquestra, pedagog i compositor musical austríac.
Fill d'un distingit pintor (Sigmund Ferdinand), començà els seus estudis el 1870, sent alumne de Johannes Brahms. El 1878 va fer la campanya de Bòsnia i des de 1885 es dedicà a l'ensenyança. El 1890 succeí a Gernsheim com a director de l'Associació Musical holandesa, el 1895 fou nomenat director dels concerts de la Societat d'Amics de la Música de Viena i el 1897 del Wiener Männergesangverein, dirigint des de 1899 fins al 1907 el Conservatori de Viena.
En les seves obres s'hi nota la influència de Brahms, però a diferència del seu mestre, cultivà preferentment la música dramàtica. A part d'un quartet per a instruments d'arc, d'un trio i una serenata per a violoncel i orquestra, va compondre les òperes Der Richter von Granada (Colònia, 1889); Die 12 Nothelfer Viena, 1891), i Das stählerne Schloss (1904).
A més, el 1908, publicà una biografia de Brahms i la primera part d'una Geschichte der K. K. Gesellschaft der Musikfreunde in Wien, 1812-1870 (1912), la segona part de la qual (1870-1912) es deu a Robert Hirschfeld.